# Oskar Winkler
Oskar Ulrik Winkler (født 28. marts 2000 i Roskilde) er en cykelrytter fra Danmark, der kører for Team Give Steel-2M Cycling Elite.